# Castelo de Grignan

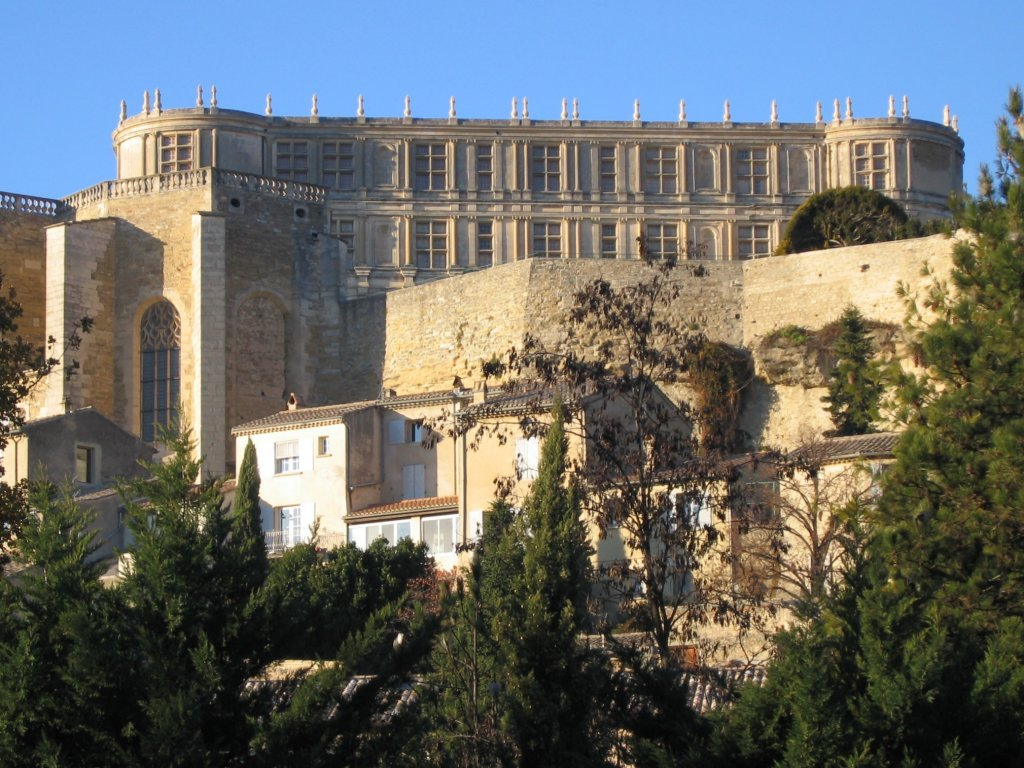
Fachada do Château de Grignan.

O Château de Grignan é um palácio fortificado da França, situado na comuna de Grignan, departamento de Drôme, na região de Ródano-Alpes.

## História
O Château de Grignan, cuja origem remonta ao século XII, foi construído sobre um pico rochoso dominando Grignan, o que permite que seja visível ao longe. O edifício primitivo foi transformado em fortaleza, no século XIII, pela família Adhémar.
Reconstruido no século XVI, viria a ser visitado por Francisco I em Novembro de 1533. Foi no século XVII, depois do casamento entre François de Castellane-Adhémar de Monteil, senhor do lugar, com Maria de Rabutin-Chantal, celebrado no dia 27 de Janeiro de 1669, que o palácio se tornou num local de encontro da sociedade de elite. Nos seus salões, a Condessa de Grignan, rodeada por prelados, escritores e cortesãos, parecia uma "vice-Rainha de Província", como lhe chamaram certos autores. Além das cartas imortais endereçadas à sua filha, a Marquesa de Sévigné expandiu o brilho do seu espírito nas reuniões faustosas cujo eco repercutiu até Paris. Nessa época, Grignan merecia bem o nome que lhe deram, o de Versailles du Midi.
Madame de Sévigné estava separada da sua filha, a qual se encontrava em Paris, tendo, então, começado a sua famosa correspondência. A Marquesa regressou três vezes ao Château de Grignan para passar longas estadias, onde viria a morrer em 1696.
As festas luxuosas haviam arruinado o Conde de Grignan, pelo que, logo que ele morreu, no dia 30 de Dezembro de 1714, todos os seus bens foram vendidos.

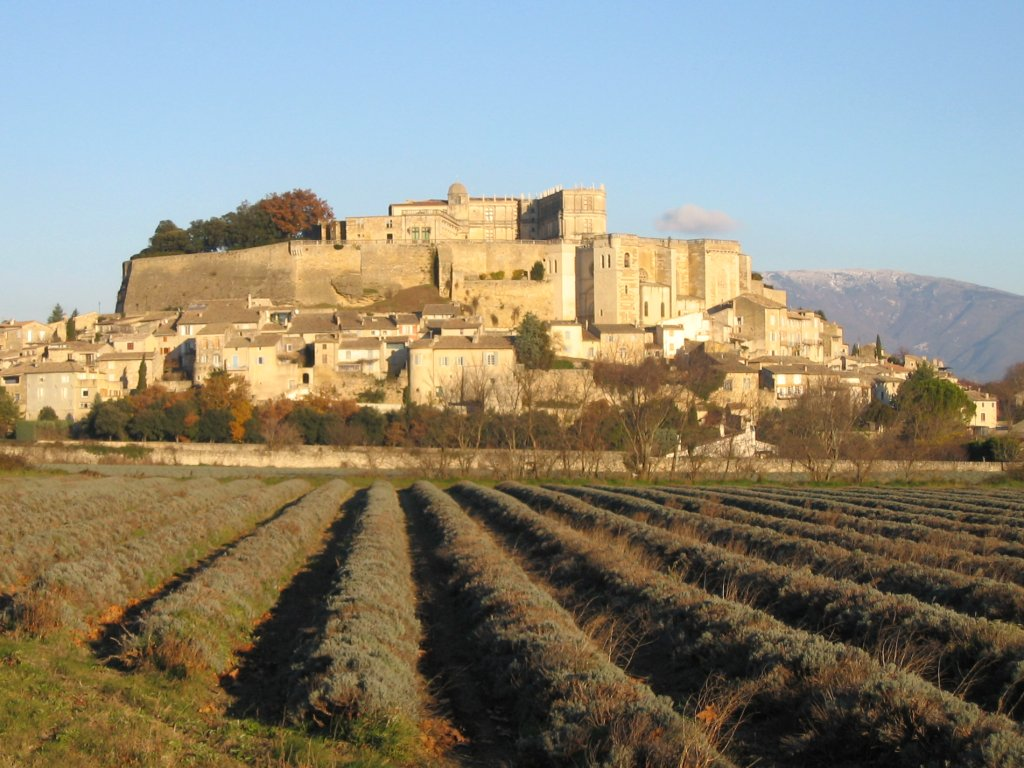
Vista geral do Château de Grignan.

Um gentil-homem de origem piemontesa, o Conde Félix de Muy adquiriu o palácio com as suas dependências. Depois da Revolução Francesa, quando o sobrinho do Conde Félix, o general Conde de Muy, foi declarado emigrado, o distrito de Montélimar determinou a demolição do palácio, por uma ordem datada de 11 de nivôse, ano II (31 de Dezembro de 1793). Durante os primeiros anos que se seguiram à destruição do palácio, o vandalismo reinou entre as suas ruínas.
Léopold Faure adquiriu o palácio no dia 8 de Julho de 1838, tendo empreendido obras para salvar o que restava. Depois da sua morte, o Conde Boniface de Castellane tornou-se proprietário do edifício no dia 19 de Dezembro de 1902. O palácio foi finalmente reconstruído no início do século XX com uma graça idêntica aos sonhos de Marie Fontaine, a qual o adquirira no dia 2 de Novembro de 1912, tendo destinado toda a sua fortuna ao restauro deste edifício, um lugar importante da história regional. Actualmente, o palácio é propriedade do conselho geral da Drôme.
Uma visita ao Château de Grignan permite descobrir peças notáveis: tapeçarias de Aubusson, móveis (cabinets) de aparato, planta de Roma.
A partir do primeiro pátio interior, formando o ângulo oriental da fachada restaurada, dita de Francisco I, encontra-se uma torre ligeiramente em relevo: a Torre Sévigné. Esta torre foi construída em puro estilo renascentista original do século XVI, possuíndo dois andares. O primeiro andar estava ocupado pelo gabinete de trabalho da Madame de Sévigné, de onde lhe adveio o nome. A torre escapou ao vandalismo e Léopold Faure fê-la consolidar e reparar imediatamente.